# Erich von dem Bach-Zelewski

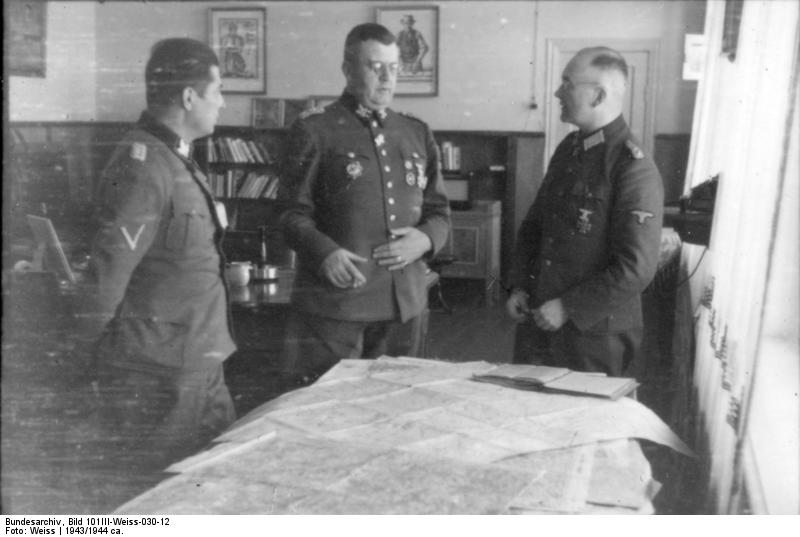
Von dem Bach-Zelewski (midden) voor een tafel met landkaarten in gesprek met twee andere officieren (1943)

Erich Julius Eberhard von dem Bach-Zelewski (Lauenburg, 1 maart 1899 – München, 8 maart 1972) was een Duitse officier en SS-Obergruppenführer (luitenant-generaal) en Generaal in de Waffen-SS en politie. Zijn werkterrein was vooral 'Rusland-Midden', waar hij de strijd tegen de partizanen coördineerde, en Polen, waar hij leiding gaf aan de onderdrukking van de opstand van Warschau. Ondanks het gebruik van wrede tactieken die op massamoord van burgers (mannen, vrouwen en kinderen) neerkwamen en talloze wandaden door zijn troepen begaan, heeft Von dem Bach niet in Neurenberg terecht hoeven te staan.

## Voor de oorlog
De latere SS-generaal werd geboren met alleen de achternaam von Zelewski, vanaf 1925 von dem Bach-Zelewski en vanaf 1940 von dem Bach. Von dem Bach-Zelewski was afkomstig uit de Kasjoebische landadel. Bij het uitbreken van de Eerste Wereldoorlog in 1914 gaf hij zich op als vrijwilliger bij het Pruisisch-Duitse leger. Met zijn vijftien jaar was hij een van de jongste rekruten. Vanwege zijn inzet ontving hij onder meer het IJzeren Kruis 1914 en had hij tegen het eind van de oorlog de rang van luitenant bereikt. Na de wapenstilstand van 1918 vocht hij in diverse vrijkorpsen in Silezië tegen Poolse milities. Vanwege zijn extreemrechtse activiteiten moest hij in 1924 de Reichswehr verlaten. Hij werd vervolgens leider van een bataljon van de grensverdediging en vond emplooi als dagloner totdat hij in 1928 de boerderij van zijn ouders erfde.
In 1930 werd hij lid van de NSDAP, het jaar daarop ook van de SS. In 1932 kwam hij voor de NSDAP in de Rijksdag, ook in 1933 was dit het geval. Formeel bleef hij tot het einde van de Tweede Wereldoorlog hierin vertegenwoordigd. In 1934 werd hij bevorderd tot SS-Gruppenführer in Oost-Pruisen, gevolgd door een bevordering in 1937 tot Hauptmann (Kapitein) in de Heer (het Duitse leger) en tot Höherer SS- und Polizeiführer van Silezië (HSSPF) in 1938.

## Tijdens de oorlog
Aan het begin van de oorlog had Von dem Bach-Zelewski de rang van SS-Gruppenführer en Generalleutnant (Generaal-majoor) in de Wehrmacht bereikt.
Eind 1939 stelde hij SS-leider Heinrich Himmler voor een concentratiekamp voor niet-Duitse inwoners bij de Poolse plaats Oświęcim op te zetten. Na enige aarzeling besloot Himmler op zijn verzoek in te gaan en werd in mei 1940 het concentratiekamp Auschwitz geopend.
Na de Duitse inval in de Sovjet-Unie in juni 1941 kreeg hij de leiding over de SS in het gebied 'Rusland-Midden', met als zetel Mogilev (Mahiljow). De massamoorden op Joden in de Wit-Russische steden Mogilev en Minsk door Einsatzgruppen vonden dus met zijn instemming en medewerking plaats.
Na deze episode werd Von dem Bach belast met de bestrijding van de Russische partizanen in Wit-Rusland, noordelijk Oekraïne en oostelijk Polen. In november van dat jaar volgde zijn bevordering tot SS-Obergruppenführer en generaal van de Waffen-SS. Medio 1943 werd hij verantwoordelijk voor de bestrijding van de partizanen in Rusland. Onder zijn bevel werden veel Joden omgebracht alsook een groot aantal Russische burgers die van verzetswerk werden verdacht. Diverse andere Russische burgers werden ingezet als dwangarbeiders. Een gebruikelijke werkwijze was om verdachte of in gebreke zijnde dorpen overeenkomstig een opgestelde lijst systematisch aan te pakken. Door de SS-Einsatzgruppen en daaraan verbonden groepen werden deze dorpen helemaal doorzocht, de huizen werden daarbij vernietigd en de meeste inwoners vermoord en de rest als dwangarbeider afgevoerd.
Nadat op 1 augustus 1944 de Opstand van Warschau was begonnen, werd Von dem Bach-Zelewski op 5 augustus door Hitler met het neerslaan ervan belast, wat hem uiteindelijk - met veel bloedvergieten - ook lukte. Op 2 oktober van dat jaar gaf de Poolse verzetsgeneraal Tadeusz Komorowski zich aan hem over.
Diezelfde maand nog werd hij door Hitler naar de Hongaarse hoofdstad Boedapest gestuurd, waar hij deelnam aan de val van regent Miklós Horthy en diens regering, en de vervanging daarvan door de fascistische en zeer antisemitische Pijlkruisers met hun leider Ferenc Szálasi. Met name was hij er betrokken bij de vervolging van de aldaar woonachtige Joden.

## Na de oorlog
Op 1 augustus 1945 werd Von dem Bach-Zelewski door de Amerikaanse militaire politie opgepakt. In ruil voor zijn getuigenis in de Processen van Neurenberg werd hij gevrijwaard van vervolging voor oorlogsmisdaden. Ook werd hij niet uitgeleverd aan Polen of de Sovjet-Unie. In 1949 kwam hij vrij.
In 1951 beweerde hij dat hij nazileider Hermann Göring had geholpen zelfmoord te plegen. De autoriteiten konden er geen bewijzen voor vinden en daarom werd hij hier niet voor vervolgd. In het kader van de denazificatie werd hij dat jaar in München wel veroordeeld, namelijk tot tien jaar werkkamp en ontzetting uit zijn vermogen. Hij bracht deze straf niet in de gevangenis door maar had daarentegen huisarrest. Eind jaren 50 en begin jaren 60 werd hij in Neurenberg opnieuw berecht, ditmaal vanwege de moord in 1934 op SS-officier Anton von Hohberg und Buchwald tijdens de zogenoemde Nacht van de Lange Messen en de moord op een aantal Duitse communisten begin jaren dertig. De langdurige gevangenisstraf die hieruit voortvloeide ontliep Erich von dem Bach-Zelewski niet; tot aan zijn overlijden op 73-jarige leeftijd in een gevangenisziekenhuis zat hij vast. Voor zijn optreden in Oost-Europa, zoals zijn rol in de uitroeiing van de daar woonachtige Joden, is hij nooit vervolgd.

## Carrière
Von dem Bach-Zelewski bekleedde verschillende rangen in zowel de Allgemeine-SS als Waffen-SS. De volgende tabel laat zien dat de bevorderingen niet synchroon liepen.
| Datum                             | Pruisische leger   | Reichswehr | Heer                  | Allgemeine-SS        | Politie                       | Waffen-SS                | NSDAP                         |
| --------------------------------- | ------------------ | ---------- | --------------------- | -------------------- | ----------------------------- | ------------------------ | ----------------------------- |
| 9 november 1914                   | Kriegsfreiwilliger | —          | —                     | —                    | —                             | —                        | —                             |
| 1915                              | Gefreiter          | —          | —                     | —                    | —                             | —                        | —                             |
| 7 april 1918 (zonder Patent)      | Leutnant           | —          | —                     | —                    | —                             | —                        | —                             |
| 1922 - 1923 (RDA van 1 maart 1916 | —                  | Leutnant   | —                     | —                    | —                             | —                        | —                             |
| 1930                              | —                  | —          | —                     | —                    | —                             | —                        | Ortsgruppenleiter der NSDAP   |
| 1930                              | —                  | —          | —                     | —                    | —                             | —                        | Gaupropagandaredner der NSDAP |
| 15 februari 1931                  | —                  | —          | —                     | SS-Anwärter          | —                             | —                        | —                             |
| 15 februari 1931                  | —                  | —          | —                     | SS-Mann              | —                             | —                        | —                             |
| 20 juli 1931                      | —                  | —          | —                     | SS-Sturmführer       | —                             | —                        | —                             |
| 4 juli 1931                       | —                  | —          | —                     | SS-Sturmbannführer   | —                             | —                        | —                             |
| 8 oktober 1931                    | —                  | —          | —                     | SS-Standartenführer  | —                             | —                        | —                             |
| 6 december 1932                   | —                  | —          | —                     | SS-Oberführer        | —                             | —                        | —                             |
| 15 december 1933                  | —                  | —          | —                     | SS-Brigadeführer     | —                             | —                        | —                             |
| 11 juli 1934                      | —                  | —          | —                     | SS-Gruppenführer     | —                             | —                        | —                             |
| 1 december 1936                   | —                  | —          | Hauptmann der Reserve | —                    | —                             | —                        | —                             |
| 10 oktober 1941                   | —                  | —          | —                     | —                    | Generalleutnant in de politie | —                        | —                             |
| 9 november 1941                   | —                  | —          | —                     | SS-Obergruppenführer | Generaal in de politie        | —                        | —                             |
| 1 juli 1944                       | —                  | —          | —                     | —                    | —                             | Generaal in de Waffen-SS | —                             |

- De jongste vrijwilliger in de Heer, slechts 15 jaar![6][3]

## Lidmaatschapsnummers
- NSDAP-nr.: 489 101[32] (lid geworden januari 1930[12][6][4][9])
- SS-nr.: 9 831[32] (lid geworden 15 februari[33] 1931[12][6][4][9])

## Decoraties
Selectie:
- Ridderkruis van het IJzeren Kruis op 30 september 1944 als SS-Obergruppenführer en General der Polizei en de Waffen-SS en Commandant van het Korpsgruppe "von dem Bach"[34][6][35][4][36][37]
- IJzeren Kruis 1914, 1e Klasse[32][12][4] (25 september 1918[36][6][28]) en 2e Klasse[4][12] (5 augustus 1915[5][6][28])
- Herhalingsgesp bij IJzeren Kruis 1939, 1e Klasse (20 mei 1942[36][6]) en 2e Klasse (31 augustus 1941[36][6][34])
- Danziger Kruis, 1e Klasse op 24 oktober[6] 1939[5]
- Gouden Ereteken van de NSDAP[8] op 30 januari 1939[6][5]
- Bandenkampfabzeichen in het zilver in 13 november 1944[34][6][5]
- Duitse Kruis in goud op 23 februari 1942 als SS-Obergruppenführer en General der Polizei en Höchste SS- und Polizeiführer "Rußland-Mitte en Weißruthenien"[29][34][6][35][36][38]
- Silezische Adelaar, 1e Klasse en 2e Klasse in 1921[5]
- Ereteken voor Verdienste in Oorlogstijd aan een oorlogslint[5] op 17 juli 1918[6][5]
- Hij werd eenmaal genoemd in het Wehrmachtsbericht. Dat gebeurde op:
- 1 oktober 1944[6][39]

## Opmerking
Afkortingen:
- m.d.F.B. (mit der Führung beauftragt) - vrije vertaling: met het leiderschap belast
- HIGA-Sturmbann Südost (Hilfsgrenzangestellten) - vrije vertaling: hulpgrenspersoneel

- Bibliothèque nationale de France: cb13750943k (data)
- Gemeinsame Normdatei: 119391996
- International Standard Name Identifier: 0000 0000 7859 417X
- Library of Congress Control Number: n81089367
- Nationale Bibliotheek van Tsjechië: mub2017972888
- Nationale Bibliotheek van Israël: 987007258038505171
- Nationale Bibliotheek van Polen: a0000002005936
- Nederlandse Thesaurus van Auteursnamen: 254897339
- Système universitaire de documentation: 128183047
- Virtual International Authority File: 13117102
- WorldCat: E39PBJfCqrRKRR68f8j6By9Yyd